# Бранденбургска литературна награда
„Бранденбургската литературна награда“ (на немски: Brandenburgischer Literaturpreis) и Литературната поощрителна награда (както и почетните премии) се присъждат ежегодно от провинция Бранденбург за периода 1991-2001 г.
Основната награда възлиза на 20 000 германски марки.
Поощрителната награда е съобразена с наличните средства и осигурява стипендии на писатели и преводачи за пребиваване в културия дом „Дворец Виперсдорф“.

## Носители на наградата
- Фриц Рудолф Фриз (1991)
- Хелга Шютц (1992)
- Волфганг Хилбиг (1993)
- Адолф Ендлер (1994)
- Имре Кертес (1995)
- Гюнтер де Бройн (1996)
- Хелга М. Новак (1997)
- Криста Райниг (1999)
- Ханс-Йозеф Ортхайл (2000)